# Pinsk
Pinsk (in bielorusso Пінск?; in russo Пинск?, Pinsk; in polacco Pińsk; in yiddish פינסק‎?; in latino Pinscum) è una città di 130 000 abitanti della Bielorussia.

## Geografia fisica
Pinsk è situata nella regione geografica della Polesia, a sud-ovest di Minsk, ed è attraversata dal fiume Pina da cui deriva il nome. Amministrativamente fa parte della voblasc' di Brėst. La città si trova al centro delle vaste paludi del Pryp"jat'.

### Clima
| Pinsk (1991-2020) Fonte:    | Mesi         | Mesi         | Mesi         | Mesi        | Mesi        | Mesi        | Mesi        | Mesi        | Mesi        | Mesi         | Mesi         | Mesi         | Stagioni | Stagioni | Stagioni | Stagioni | Anno  |
| Pinsk (1991-2020) Fonte:    | Gen          | Feb          | Mar          | Apr         | Mag         | Giu         | Lug         | Ago         | Set         | Ott          | Nov          | Dic          | Inv      | Pri      | Est      | Aut      | Anno  |
| --------------------------- | ------------ | ------------ | ------------ | ----------- | ----------- | ----------- | ----------- | ----------- | ----------- | ------------ | ------------ | ------------ | -------- | -------- | -------- | -------- | ----- |
| T. max. media (°C)          | −0,7         | 0,9          | 6,4          | 14,3        | 20,2        | 23,4        | 25,3        | 24,8        | 18,8        | 12,2         | 5,3          | 0,7          | 0,3      | 13,6     | 24,5     | 12,1     | 12,6  |
| T. media (°C)               | −3,0         | −2,0         | 2,2          | 9,0         | 14,6        | 18,0        | 19,9        | 19,0        | 13,6        | 7,9          | 2,7          | −1,6         | −2,2     | 8,6      | 19,0     | 8,1      | 8,4   |
| T. min. media (°C)          | −5,3         | −4,7         | −1,4         | 4,1         | 9,1         | 12,7        | 14,6        | 13,6        | 9,1         | 4,4          | 0,4          | −3,7         | −4,6     | 3,9      | 13,6     | 4,6      | 4,4   |
| T. max. assoluta (°C)       | 11,2 (2007)  | 16,4 (1990)  | 22,3 (1974)  | 30,2 (2012) | 32,9 (1892) | 36,1 (2021) | 36,1 (1904) | 36,3 (1905) | 35,5 (2015) | 26,7 (1966)  | 20,3 (2002)  | 12,8 (1961)  | 16,4     | 32,9     | 36,3     | 35,5     | 36,3  |
| T. min. assoluta (°C)       | −34,7 (1950) | −29,9 (1954) | −25,7 (1889) | −9,0 (1942) | −3,1 (1953) | 1,4 (1947)  | 4,5 (1976)  | −1,1 (1966) | −4,5 (1986) | −12,4 (1973) | −23,3 (1965) | −28,0 (1887) | −34,7    | −25,7    | −1,1     | −23,3    | −34,7 |
| Nuvolosità (okta al giorno) | 7,4          | 7,0          | 6,3          | 5,7         | 5,4         | 5,9         | 5,4         | 5,0         | 5,7         | 5,9          | 7,5          | 7,9          | 7,4      | 5,8      | 5,4      | 6,4      | 6,3   |
| Precipitazioni (mm)         | 39           | 32           | 36           | 35          | 59          | 74          | 92          | 57          | 52          | 46           | 45           | 44           | 115      | 130      | 223      | 143      | 611   |
| Giorni di pioggia           | 7            | 6            | 8            | 11          | 13          | 14          | 14          | 11          | 12          | 12           | 11           | 8            | 21       | 32       | 39       | 35       | 127   |
| Nevicate (cm)               | 5            | 6            | 3            | 0           | 0           | 0           | 0           | 0           | 0           | 0            | 1            | 4            | 15       | 3        | 0        | 1        | 19    |
| Giorni di neve              | 14           | 14           | 9            | 2           | 0           | 0           | 0           | 0           | 0           | 1            | 6            | 13           | 41       | 11       | 0        | 7        | 59    |
| Giorni di nebbia            | 4            | 3            | 3            | 1           | 1           | 1           | 1           | 1           | 3           | 3            | 6            | 5            | 12       | 5        | 3        | 12       | 32    |
| Umidità relativa media (%)  | 85           | 82           | 77           | 68          | 67          | 71          | 72          | 73          | 78          | 81           | 86           | 88           | 85       | 70,7     | 72       | 81,7     | 77,3  |
| Vento (direzione-m/s)       | W 3,0        | W 2,8        | W 2,8        | SE 2,7      | N 2,4       | W 2,3       | W 2,2       | W 2,1       | W 2,2       | W 2,5        | W 2,8        | W 2,8        | 2,9      | 2,6      | 2,2      | 2,5      | 2,6   |

## Storia

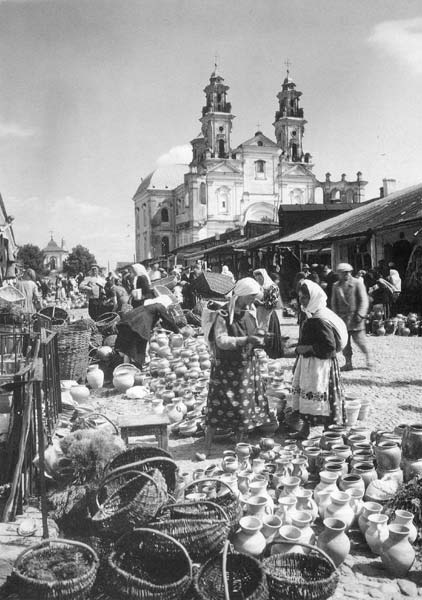
La piazza del Mercato di Pinsk nel 1930.

Le prime tracce documentate della città risalgono al 1097 in alcune cronache del tempo, dove si parla di una cittadina di nome Pinesk appartenente al territorio di Svjatopolk II di Kiev, sovrano del Principato di Turov e Pinsk. Data la sua posizione, stretta fra i principati di Galizia-Volinia e Navahrudak, venne a lungo combattuto tra queste due entità statali ma, nel 1320, venne conquistata dalle forze del Granducato di Lituania. Nel 1506 venne fondata la locale comunità ebraica. Nel 1523 divenne città regia, la sua prima proprietaria fu la regina Bona Sforza. Il re Stefano I Báthory concesse a Pinsk i diritti di Magdeburgo nel 1581.
Nel 1648 la rivolta dei cosacchi guidati da Bohdan Chmel'nyc'kyj arrivò anche a Pinsk, che venne conquistata dai ribelli. Quando le truppe della Confederazione polacco-lituana la ripresero, 24 000 dei suoi abitanti vennero uccisi e 5 000  case vennero date alle fiamme. Otto anni dopo venne di nuovo bruciata, questa volta dai russi, nel corso della Guerra russo-polacca (1654-1667). I polacco-lituani, guidati da Janusz Radziwiłł, la riconquistarono con notevole difficoltà. Nel 1660 fu nuovamente attaccata dai cosacchi.
Nel 1793 con la seconda spartizione della Polonia, Pinsk entrò a far parte dell'Impero russo. Nel 1882 la città fu raggiunta dalla ferrovia proveniente da Žabinka. Nel 1896 abitavano a in città 21,819 ebrei, pari al 77.3% della popolazione totale. Il divario tra la popolazione ebraica e quella cristiana faceva di Pinsk una delle città con maggior presenza ebraica nell'intera Europa orientale insieme a Berdyčiv.
Il 15 settembre 1915, durante la prima guerra mondiale, fu conquistata dalle truppe tedesche. Dopo la sconfitta austro-tedesca nel novembre 1918, Pinsk fu contesa tra due effimere entità statali sorte nella regione sulle macerie dell'Impero russo: la Repubblica Popolare Bielorussa e la Repubblica Popolare Ucraina. Ben presto però la città si ritrovò al centro di numerose offensive della guerra sovietico-polacca. Il 25 gennaio 1919 fu infatti presa dall'Armata Rossa. Poco dopo un mese, il 5 marzo, fu riconquistata dalle truppe polacche. Il 23 luglio 1920 i bolscevichi fecero per la seconda volta il loro ingresso a Pinsk, che tuttavia verrà nuovamente ripresa dai polacchi il 26 settembre successivo. La violenza della guerra non risparmiò la popolazione, in particolar modo quella ebraica. Il 5 aprile 1919 i soldati del 34º reggimento di fanteria dell'esercito polacco fucilarono 35 ebrei che stavano partecipando ad un'assemblea religiosa con l'accusa di essere dei fiancheggiatori dei bolscevichi. Il fatto ebbe ripercussioni internazionali e dagli Stati Uniti fu inviata una commissione che, al termine delle indagini, stilò un rapporto che classificava quanto avvenuto come un crimine. Con la firma della pace di Riga, nel marzo 1921, la città fu annessa alla risorta Polonia.
Fu capoluogo del voivodato della Polesia al settembre 1921, quando la sede venne trasferita a Brześć nad Bugiem. Nel periodo interbellico Pińsk attraversò una fase di crescita economica, legata principalmente al commercio di prodotti agricoli e del legname. Posta al centro di una zona paludosa piena di corsi d'acqua navigabili, vi fu posto dalle forze armate polacche il quartier generale della Flottiglia fluviale della Marina militare polacca. Nella parentesi interbellica la comunità ebraica, che rappresentava oltre il 74% del totale della popolazione cittadina, si strutturò ulteriormente dotandosi di una serie di istituzioni, controllate principalmente da sionisti, come scuole, giornali, partiti politici ed organizzazioni comunitarie e sportive. 
Il 20 settembre 1939, durante l'invasione sovietica della Polonia, Pińsk fu occupata dall'Armata Rossa, annessa alla RSS Bielorussa ed elevata a capoluogo della regione omonima. In quello stesso periodo la comunità ebraica vide ingrossare le sue file con l'arrivo di migliaia di profughi provenienti dalla porzione di territorio polacco occupato dai nazisti.
Durante l'occupazione nazista, durata dal 1941 al 1944, quella che fu una delle più fiorenti comunità giudaiche dell'est Europa venne decimata da eccidi, costretta a vivere in un ghetto e infine completamente cancellata nel giro di pochi mesi nel 1942.

## Caratteristiche
Centro industriale attivo nella costruzione di barche per la navigazione dei fiumi locali, Pinsk si trova in una zona molto fertile dal punto di vista agricolo. Nell'ambito della voblasc' è la terza città dopo Brėst e Baranavičy.

## Monumenti e luoghi d'interesse
- Cattedrale dell'Assunzione della Beata Vergine Maria. Chiesa barocca del XVIII secolo.
- Cattedrale di San Teodoro. Cattedrale ortodossa in stile bizantino.

## Infrastrutture e trasporti
La principale via d'accesso alla città è la M10 che attraversa da est ad ovest tutto il sud della Bielorussia.

## Amministrazione

### Gemellaggi
- Kovel'
- Altena
- Dobrič
- Częstochowa
- Istra
- Balachna
- Domodedovo
- Taganrog

## Sport

### Calcio
La principale squadra di calcio locale è il Volna Pinsk, che disputa i suoi incontri interni allo stadio Volna.